# Sínode de Laodicea
El Sínode de la Laodicea fou un sínode regional d'una trentena de clergues d'Anatòlia (la moderna Turquia). Tingué lloc entre els anys 363 i 364, durant la fi de la guerra de vint-i-sis anys entre l'Imperi Romà i l'Imperi Persa.

## Context històric
La guerra de Roma amb Pèrsia continuà durant l'època de l'emperador Julià, que morí per ferides de guerra en l'última batalla el 26 de juny del 363. Els seus oficials elegiren com a successor Jovià al camp de batalla. Julià, l'últim emperador de Roma no cristià, era l'últim descendent directe de Constantí, el primer governant cristià de Roma. Durant el govern de Julià, el saqueig de temples pagans per part dels cristians i la persecució dels pagans fou substituït per un retorn a la persecució dels cristians i un intent de reviure el paganisme.
Sol i en una posició precària, Jovià va acabar la guerra amb Pèrsia de forma no favorable a Roma. Ell i Valentinià, que el va succeir després d'un govern de vuit mesos que va acabar el 17 de febrer del 364, professaren el credo de Nicea. Valentinià nomenà el seu germà Valent, també cristià, co-august. Com a governant de la part oriental de l'imperi, Valent va treballar per resoldre els problemes teològics que sorgiren durant el regne no cristià de Julià. Durant aquests anys turbulents, a l'oest —lluny dels llocs de combat—, els clergues es reuniren a Laodicea del Licos, Frígia Pacatiana (ara Denizli, Turquia).

## Temes tractats
Els temes de major importància que tractà el Concili consistiren a restringir la conducta dels membres de l'església. El concili expressà els seus decrets en la forma de regles escrites o cànons. Entre els 59 o 60 cànons decretats, n'hi havia que tenien l'objectiu de:
1. Limitar els privilegis dels neòfits.
2. Limitar els deures de la clerecia menor.
3. Limitar el tracte amb coses herètiques.
4. Limitar la judaïtzació entre els cristians.

### Llei dominical
El Sínode de Laodicea, com tots els concilis d'aquell període, estava preocupat per reforçar l'obligació de l'adoració dominical. Per tant, aconsellaren als cristians treballar durant el sàbat (dissabte) i descansar el dia del Senyor (diumenge).
El cànon 29 incloïa el no descansar el dia del sàbat (dissabte) i instruïa els cristians a honorar el Senyor el diumenge, malgrat que el cànon 16 els deia que els evangelis han de llegir-se el dia del Sàbat. El Concili de Calcedònia celebrat l'any 451 aprovà el cànon d'aquest concili, i en va fer un cànon ecumènic.
L'església Catòlica transferí, així, la santimònia del dissabte al diumenge.

## Cànon bíblic
El decret 59 del sínode restringeix la lectura dins l'església als llibres canònics de l'Antic Testament i Nou Testament. El decret 60 dona una llista del cànon bíblic, i omet el llibre de l'Apocalipsi de Joan. Ciril de Jerusalem, pels voltants de l'any 350, va produir una llista que coincidia amb la del Concili de Laodicea. El fet que aquest cànon 60 aparegui canviat en alguns manuscrits va provocar una polèmica entre els que defensen el cànon com a autèntic i els detractors, que el qüestionen argumentant que era un document afegit.

### Reproducció del cànon
59. No es poden llegir llibres privats ni salms no canònics a l'església, només els llibres canònics del Nou i Vell Testament.
60. Reconeixem que els llibres adequats són els següents: 
- Antic Testament: 1. la Gènesi del món; 2. l'Èxode d'Egipte; 3. Levític; 4. Números ;5. Deuteronomi; 6. Josuè fill de Nun; 7. Jutges i Ruth; 8. Ester; 9. Primera i Segona Reis (és a dir, Primer i Segon de Samuel); 10. Tercera i Quarta Reis (és a dir, Primera i Segona Reis); 11. Primera i Segona Cròniques; 12. Primera i Segona Esdres (és a dir, Esdres i Nehemies); 13. el llibre de cent cinquanta Salms 14. dels Proverbis de Salomó; 15. Eclesiastès; 16. Cantar de los Cantares; 17. Treball; 18. els Dotze [menors] Profetes; 19. Isaïes 20. Jeremies i Baruc, lamentable i l'Epístola (de Jeremies); 21. Ezequiel i 22. Daniel.

- Nou Testament: 4 Evangelis, segons Mateu, Marc, Lluc i Joan, els Fets dels Apòstols, set epístoles catòliques, és a dir, 1 de Jaume, 2 de Pere, 3 de Joan, 1 de Judes; catorze epístoles de Pau, 1 als cristians de Roma, 2 als Corintis, 1 als cristians de Galàcia, als Efesis 1, 1 als Filipencs, als cristians de Colosses 1, 2 als Tessalonicencs, als Hebreus 1, 2 a Timoteu, 1 a Titus, i d'1 a Filemó.